# Guillaume de Sassenage
Pour les articles homonymes, voir Guillaume II.
Guillaume de Sassenage, mort entre 1281 et 1303, est un évêque et prince de Grenoble, issu de la famille de Sassenage, de la seconde moitié du XIIIe siècle, sous le nom de Guillaume II.
L'abbé Louis Boisset (1973) mentionne en note de bas de page : « [Maignien] corrige les travaux antérieurs, tel Haureau, Gallia Christiana ; [où] on confondait trois évêques se succédant et se nommant Guillaume », Guillaume II de Sassenage (1266- 1281), Guillaume III de Royn (1281-1301/02) et Guillaume IV de Royn (1302-1337). Ce dernier est absent des catalogues anciens.

## Biographie

### Origines
Guillaume de Sassenage (Guillelmus de Cassenatico,) est issu de la famille de Sassenage.
Le site Internet de la Foundation for Medieval Genealogy (FMG) qu'il serait le fils d'Aymar [V] de Sassenage, un cadet de la famille ne portant pas le titre de seigneur. Cette information — Aimari de Cassanatico filius...Guillelmus — s'appuie notamment sur la Gallia Christiana (Tome XVI, col. 243),. Nicolas Chorier (1669) le donnait pour fils du baron Aymar [I] de Sassenage.

### Épiscopat
Guillaume de Sassenage est élu évêque et prince de Grenoble, à la mort de Falcon († 1266),. Auguste Prudhomme mentionne que le « 8 des calendes d'août, [il] était installé sur le siège de Grenoble ». Le Regeste dauphinois (1913) indique une ordonnance de Guillaume en date du 24 juillet 1266, faite à la Grande Chartreuse. Le site Internet catholic-hierarchy.org donne une nomination le 25 juillet 1266.
Il participe de la prospérité de la ville de Grenoble par une « libérale réglementation des foires ». Ainsi à la suite d'une enquête auprès des marchands de la région, en accord avec le Dauphin, en octobre 1267, les deux princes établissent des statuts pour la foire de Grenoble,.
Le Dauphin Guigues VII meurt en 1269. Guillaume avait été désigné, tout comme les prévôts d'Oulx et de Saint-André de Grenoble, exécuteur testamentaire du Dauphin, en juin 1267.

### Mort et succession
La mort de Guillaume de Sassenage n'est pas précisément connue. Ainsi Ulysse Chevalier (1868) indiquait que la tradition plaçait sa mort le 28 juillet 1288. Toutefois quelques années plus tard, dans son Regeste dauphinois (1914), l'acte no 12374 du 13 janvier 1281/82 mentionne son successeur Guillaume de Royn.
Le site Internet FMG retient pour année de son décès 1289. Le site Internet catholic-hierarchy.org, tout en précisant que l'année reste incertain, la place en 1299. Enfin, Bernard Bligny (1979) donne pour fin de son épiscopat 1302/1303.
Son successeur, Guillaume III monte sur le trône de Grenoble. L'année 1281 est retenue par l'abbé Louis Boisset, dans sa thèse dédiée à Un concile provincial au treizième siècle (1973), tout comme Prudhomme (1888).